# برادلي إراسموس
برادلي إراسموس (بالإنجليزية: Bradley Erasmus)‏ هو لاعب كرة قاعدة جنوب أفريقي، ولد في 6 يوليو 1988.